# Abolghasem Lahuti
Abolghasem Lahuti (pers. ابوالقاسم لاهوتی; tadż. Абулқосим Лоҳутӣ, Abulkosim Lohuti; ur. 12 października 1887 w Kermanszahu, zm. 16 marca 1957 w Moskwie) – perski i tadżycki poeta, przedstawiciel tzw. grupy socjalistycznej. W 1922 roku z powodów politycznych emigrował do ZSRR, gdzie dwa lata później wstąpił do Komunistycznej Partii Związku Radzieckiego. Uchodzi za założyciela tadżyckiej poezji radzieckiej. Jest autorem słów hymnu Tadżyckiej SRR.